# کانگتگا
کانگتگا (به لاتین: Kangtega) یک کوه در نپال است که در منطقه ساگارماسا واقع شده‌است. کانگتگا ۶٬۷۸۲ متر بالاتر از سطح دریا واقع شده‌است.